# فرانسیسکو گاریگوس
فرانسیسکو گاریگوس (اسپانیایی: Francisco Garrigós‎؛ زادهٔ ۹ دسامبر ۱۹۹۴) جودوکار اهل اسپانیا است.